# 周同生
周同生，福建晉江人，明朝政治人物、進士出身。
洪武十七年，鄉試中舉。洪武十八年，登乙丑科進士，授保昌县丞，转京卫知事。